# All Time Low

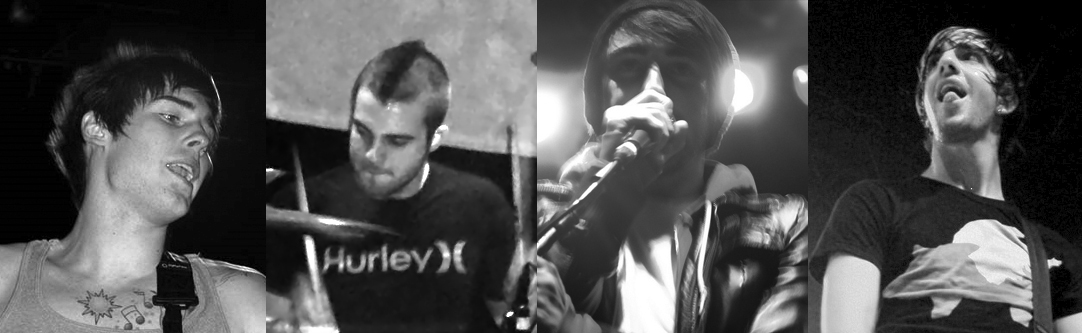
Mebrii formației All Time Low, de la stânga la dreapta: Zachary Merrick, Rian Dawson, Alex Gaskarth și Jack Barakat.

All Time Low este o formație pop punk , întemeiată în anul 2003, originară din comunitatea suburbană Towson, Maryland, care este o suburbie a orașului Baltimore, Maryland.

## Prezentare, membri
Membri formației sunt solistul vocal și chitaristul ritmic Alex Gaskarth, chitaristul solo și vocalistul de rezervă Jack Barakat, basistul și vocalistul de rezervă Zack Merrick, respectiv toboșarul Rian Dawson. Numele formației a fost inspirat de versurile cântecului "Head on Collision" de New Found Glory.  Formația intreprinde tururi de-a lungul întregului an, participând pe numeroase scene și apărând în mai multe festivaluri muzicale, care includ Warped Tour, Reading and Leeds și Soundwave.